# Laurin & Klement E
Laurin & Klement E byl osobní automobil vyráběný automobilkou Laurin & Klement. Vůz se začal vyrábět v roce 1906. Byl k dostání jako dvojitý phaéton, limuzína, kupé a landaulet.
Vodou chlazený čtyřválec s rozvorem SV uložený vpředu poháněl zadní kola. Objem byl 4526 cm³, výkon 26 kW (35 koní), vrtání 110 mm a zdvih 120 mm. Mohl jet až 85 km/h.
Výroba skončila v roce 1909, vyrobilo se 14 kusů.